# کلی کارترایت
کلی کارترایت (انگلیسی: Kelly Cartwright؛ زادهٔ ۲۲ آوریل ۱۹۸۹) ورزشکار اهل استرالیا است.
وی در مسابقات پارالمپیک ۲۰۱۲ لندن برنده یک مدال طلا و یک مدال نقره شده‌است، همچنین به نمایندگی از استرالیا در پارالمپیک ۲۰۰۸ پکن نیز شرک کرده بود.

## اطلاعات شخصی
کلی آنه کارترایت در ۲۲ آوریل ۱۹۸۹ در شهر جیلانگ استرالیا متولد شد. در سن پانزده سالگی به نوعی نادر از سرطان به نام سینوویال سارکوما مبتلا شد که در نتیجه عدم پاسخ به شیمی درمانی قسمتی از پای راست خود را از دست داد. قبل از این واقعه او به ورزش نت بال می‌پرداخت.
کارترایت در سال ۲۰۰۹ موفق به فتح قله کلیمانجارو شد و از سال ۲۰۱۲ به عنوان یک منشی مشغول به‌کار است. او همچنین عضو کمیته پارالمپیک استرالیا و سفیر بنیاد آرزوهاست. در سال ۲۰۱۲ او به عنوان یکی از زیباترین ورزشکاران پارالمپیک توسط مجله زوو ویکیلی انتخاب شد.
کارترایت همچنین در فصل پانزدهم شو تلویزیونی رقص با ستارگان شرکت کرد و در ۴ ژانویه ۲۰۱۶ صاحب یک فرزند پسر شد.

## دو و میدانی
کارترایت یک دونده کلاس T42 پارالمپیکی است و مربی او تیم متیوس می‌باشد.
او در سال ۲۰۰۷ فعالیت ورزشی حرفه‌ای خود را آغاز کرد و برای اولین باز در سال ۲۰۰۸ برای استرالیا در پارالمپیک ۲۰۰۸ شرکت کرد.